# Genoma
El genoma es la secuencia total de ADN que posee un organismo en particular. El genoma en eucariontes  comprende el ADN contenido en el núcleo celular, organizado en cromosomas, y el genoma de orgánulos celulares, como las mitocondrias y los plastos. En los seres procariotas comprende el ADN de su nucleoide.
En cuanto al genoma eucariota, se analiza en caso de que la célula vaya a someterse a un proceso de cariocinesis; si se trata de la interfase del ciclo celular, el grado de compactación de la cromatina es menor, lo que permite la replicación del material genético. Los organismos diploides tienen dos copias del genoma en sus células, debido a la presencia de pares de cromosomas homólogos. Los organismos o células haploides solo contienen una copia. También existen organismos poliploides, con grupos de cromosomas homólogos.
La secuenciación del genoma de una especie no analiza la diversidad genética o el polimorfismo de los genes. Para estudiar las variaciones de un gen se requiere la comparación entre individuos mediante el genotipado.

## Origen del término
El término "genoma" fue creado en 1920 por Hans Winkler, profesor de botánica en la Universidad de Hamburgo, Alemania. Oxford Dictionary sugiere que el nombre es un acrónimo de las palabras 'gen' y 'cromosoma'. Ya existían algunas palabras relacionadas con el -oma, como bioma y rizoma, que formaban un vocabulario en el que genoma encajaba sistemáticamente.

## Secuenciación y mapeo el hombre
Una secuencia genómica es la lista completa de los nucleótidos (A, C, G y T para los genomas de ADN) que componen todos los cromosomas de un individuo o una especie. Dentro de una especie, la gran mayoría de los nucleótidos son idénticos entre individuos, pero es necesario secuenciar varios individuos para comprender la diversidad genética.
En 1976, Walter Fiers, de la Universidad de Gante (Bélgica), fue el primero en establecer la secuencia de nucleótidos completa de un genoma de ARN viral (bacteriófago MS2). Al año siguiente, Fred Sanger completó la primera secuencia de ADN-genoma: el fago Φ-X174, de 5386 pares de bases. Las primeras secuencias genómicas completas entre los tres dominios de la vida se publicaron en un período corto a mediados de la década de 1990: el primer genoma bacteriano que se secuenció fue el de Haemophilus influenzae, completado por un equipo del Instituto de Investigación Genómica en 1995. Unos meses más tarde se completó el primer genoma eucariota, con las secuencias de los 16 cromosomas de la levadura en ciernes Saccharomyces cerevisiae publicadas como resultado de un esfuerzo liderado por Europa que comenzó a mediados de la década de 1980. La primera secuencia del genoma de una arquea, Methanococcus jannaschii, se completó en 1996, nuevamente por el Instituto de Investigación Genómica.
El desarrollo de nuevas tecnologías ha hecho que la secuenciación del genoma sea mucho más barata y sencilla, y el número de secuencias genómicas completas crece rápidamente. Los Institutos Nacionales de Salud de Estados Unidos mantienen una de varias bases de datos integrales de información genómica. Entre los miles de proyectos completos de secuenciación del genoma se incluyen los del arroz, un ratón, la planta Arabidopsis thaliana, el pez globo y la bacteria Escherichia coli. En diciembre de 2013 los científicos secuenciaron por primera vez el genoma completo de un neandertal, una especie extinta de humano. El genoma fue extraído del hueso del dedo del pie de un neandertal de 130.000 años encontrado en una cueva siberiana. 
Las nuevas tecnologías de secuenciación, como la secuenciación masiva en paralelo, también han abierto la perspectiva de la secuenciación del genoma personal como herramienta de diagnóstico, tal como lo ha iniciado Manteia Predictive Medicine. Un paso importante hacia ese objetivo fue la finalización en 2007 del genoma completo de James Watson, uno de los codescubridores de la estructura del ADN. 
Mientras que una secuencia del genoma enumera el orden de cada base de ADN en un genoma, un mapa del genoma identifica los puntos de referencia. Un mapa del genoma es menos detallado que una secuencia del genoma y ayuda a navegar por el genoma. El Proyecto Genoma Humano fue organizado para mapear y secuenciar el genoma humano. Un paso fundamental en el proyecto fue la publicación de un mapa genómico detallado por parte de Jean Weissenbach y su equipo en el Genoscope de París. 
Las secuencias y mapas del genoma de referencia continúan actualizándose, eliminando errores y aclarando regiones de alta complejidad alélica. El costo decreciente del mapeo genómico ha permitido que los sitios genealógicos lo ofrezcan como un servicio, en la medida en que uno puede enviar su genoma a esfuerzos científicos de colaboración colectiva como ADN LAND en el New York Genome Center, un ejemplo tanto de las economías de escala como de la ciencia ciudadana.
En filogenia y taxonomía el genoma también juega un papel importante en las clasificaciones biológicas, sobre todo para medir la distancia genética entre los diferentes taxones de seres vivos y construir los árboles filogenéticos de los diversos grupos.

## Genoma viral
Los genomas virales pueden estar compuestos de ARN o ADN. Los genomas de los virus pueden ser monocatenario o bicatenario, y pueden contener una o más moléculas de ARN o ADN separadas (segmentos: genoma monopartito o multipartito). La mayoría de los genomas de virus ADN se componen de una sola molécula lineal de ADN, pero algunos se componen de una molécula de ADN circular.
La envoltura viral es una capa externa de membrana que los genomas virales utilizan para ingresar a la célula huésped. Algunas de las clases de ADN y ARN viral consisten en una envoltura viral, mientras que otras no.

## Genoma procariota
Tanto los procariotas como los eucariotas tienen genomas de ADN bicatenario. Las arqueas y la mayoría de las bacterias tienen un solo cromosoma circular, sin embargo, algunas especies bacterianas tienen cromosomas lineales o múltiples. Si el ADN se replica más rápido de lo que se dividen las células bacterianas, pueden estar presentes múltiples copias del cromosoma en una sola célula, y si las células se dividen más rápido de lo que se puede replicar el ADN, la replicación múltiple del cromosoma es iniciado antes de que ocurra la división, lo que permite que las células hijas hereden genomas completos y cromosomas ya parcialmente replicados. La mayoría de los procariotas tienen muy poco ADN repetitivo en sus genomas. Sin embargo, algunas bacterias simbióticas (por ejemplo, Serratia symbiotica) tienen genomas reducidos y una alta fracción de "pseudogenes": solo ~40% de su ADN codifica proteínas. Los procariotas también tienen material genético auxiliar, que se transporta en plásmidos.

## Genoma eucariota
Los genomas eucariotas están compuestos por uno o más cromosomas de ADN bicatenario lineal. El número de cromosomas varía ampliamente desde las hormigas y un nematodo asexual que cada uno tiene un solo par, hasta una especie de helecho que tiene 720 pares. Es sorprendente la cantidad de ADN que contienen los genomas eucariotas en comparación con otros genomas. La cantidad es incluso mayor de lo que es necesario para los genes codificantes y no codificantes de proteínas de ARN debido al hecho de que los genomas eucariotas muestran una variación de hasta 64.000 veces en sus tamaños. Sin embargo, esta característica especial es causada por la presencia de ADN repetitivo y transposones.
Una célula humana típica tiene dos copias de cada uno de los 22 autosomas, uno heredado de cada padre, más dos cromosomas sexuales, lo que la convierte en diploide. Los gametos, como los óvulos, los espermatozoides, las esporas y el polen, son haploides, lo que significa que solo tienen una copia de cada cromosoma. Además de los cromosomas en el núcleo celular, los orgánulos como los cloroplastos y las mitocondrias tienen su propio ADN. A veces se dice que las mitocondrias tienen su propio genoma, a menudo denominado "genoma mitocondrial". El ADN que se encuentra dentro del cloroplasto puede denominarse "plastoma". Al igual que las bacterias de las que se originaron, las mitocondrias y los cloroplastos tienen un cromosoma circular.
A diferencia de los procariotas, los eucariotas tienen una organización exón-intrón de genes que codifican proteínas y cantidades variables de ADN repetitivo. En mamíferos y plantas, la mayor parte del genoma se compone de ADN repetitivo. Los genes en los genomas eucariotas se pueden anotar mediante FINDER.

## Composición

### Secuencias codificantes
Las secuencias de ADN que llevan las instrucciones para producir proteínas se denominan secuencias codificantes. La proporción del genoma ocupado por secuencias de codificación varía ampliamente. Un genoma más grande no contiene necesariamente más genes, y la proporción de ADN no repetitivo disminuye junto con el aumento del tamaño del genoma en eucariotas complejos.

### Secuencias no codificantes
Las secuencias no codificantes incluyen intrones, secuencias de ARN no codificantes, regiones reguladoras y ADN repetitivo. Las secuencias no codificantes constituyen el 98% del genoma humano. Hay dos categorías de ADN repetitivo en el genoma: repeticiones en tándem y repeticiones intercaladas. 

### Repeticiones en tándem
Las secuencias cortas que no codifican y que se repiten de la cabeza a la cola se denominan repeticiones en tándem. Los microsatélites consisten en repeticiones de 2 a 5 pares de bases, mientras que las repeticiones de minisatélites son de 30 a 35 pb. Las repeticiones en tándem constituyen aproximadamente el 4% del genoma humano y el 9% del genoma de la mosca de la fruta. Las repeticiones en tándem pueden ser funcionales. Por ejemplo, los telómeros se componen de la repetición en tándem TTAGGG en los mamíferos y desempeñan un papel importante en la protección de los extremos del cromosoma.
En otros casos, las expansiones en el número de repeticiones en tándem en exones o intrones pueden causar enfermedades. Por ejemplo, el gen humano huntingtina (Htt) normalmente contiene de 6 a 29 repeticiones en tándem de los nucleótidos CAG (que codifican un tracto de poliglutamina). Una expansión a más de 36 repeticiones da como resultado la enfermedad de Huntington, una enfermedad neurodegenerativa. Se sabe que veinte trastornos humanos resultan de expansiones repetidas en tándem similares en varios genes. El mecanismo por el cual las proteínas con tractos de poliglutamina expandidos causan la muerte de las neuronas no se comprende completamente. Una posibilidad es que las proteínas no se plieguen correctamente y eviten la degradación, sino que se acumulen en agregados que también secuestran factores de transcripción importantes, alterando así la expresión génica.
Las repeticiones en tándem generalmente son causadas por deslizamiento durante la replicación, entrecruzamiento desigual y conversión de genes.
Estas repeticiones en tándem pueden adquirir gran importancia en el material genómico en diferentes aspectos, pudiendo formar gran parte del genoma de algunos organismos, como es el caso del kril antártico, en el que la mayoría de su material genético está constituido por estas repeticiones que pueden insertarse en intrones y genes disminuyendo el tamaño de estos, pero aumentando el tamaño del material genético en sí provocando que sea el genoma más grande ensamblado hasta la fecha. Además, estas repeticiones en tándem pueden ser sujeto de estudio tanto a nivel poblacional como evolutivo, permitiendo así determinar adaptaciones ambientales y relaciones entre los diversos grupos geográficos de un mismo organismo. 

### Transposones
Los transposones son secuencias de ADN con una estructura definida que pueden cambiar su ubicación en el genoma. Los transposones se clasifican como un mecanismo que se replica copiando y pegando o como un mecanismo que se puede extirpar del genoma e insertarlo en una nueva ubicación. En el genoma humano, hay tres clases importantes de transposones que constituyen más del 45 % del ADN humano; estas clases son los elementos nucleares intercalados largos (LINE), los elementos nucleares intercalados (SINE) y los retrovirus endógenos. Estos elementos tienen un gran potencial para modificar el control genético en un organismo huésped. 
El movimiento de los transposones es una fuerza impulsora de la evolución del genoma en los eucariotas porque su inserción puede alterar las funciones de los genes, la recombinación homóloga entre los transposones puede producir duplicaciones y los transposones pueden barajar exones y secuencias reguladoras a nuevas ubicaciones. 
La presencia de los elementos transponibles en un genoma no suele tener grandes efectos en la regulación genómica. Sin embargo, modificaciones epigenéticas en estas secuencias pueden conllevar a grandes alteraciones en el genoma. En el caso del kril antártico, se cree que la baja proporción de GC en los transposones puede ser el causante de una expansión genómica por elementos transponibles, ya que, una posible metilación en el dinucleótido CpG en el promotor de un gen, inhibe la transcripción del mismo y por tanto, con el paso del tiempo, la eliminación de este y una reducción del tamaño genético, es decir, si existe una baja proporción de este dinucleótido, habría una menor metilación y por ende, menor deleción genética. 

#### Transposones de ADN
Los transposones de ADN son transposones que codifican una enzima transposasa entre repeticiones terminales invertidas. Cuando se expresa, la transposasa reconoce las repeticiones invertidas terminales que flanquean al transposón y cataliza su escisión y reinserción en un nuevo sitio. Este mecanismo de cortar y pegar típicamente reinserta transposones cerca de su ubicación original (dentro de 100kb). Los transposones de ADN se encuentran en todos los seres vivos y constituyen el 3% del genoma humano y el 12% del genoma del gusano redondo Caenorhabditis elegans.

#### Retrotransposones
Los retrotransposones se encuentran en eucariotas y forman una gran parte de los genomas de muchos eucariotas. El retrotransposón es un transposón que se transpone a través de un intermediario de ARN. Los retrotransposones están compuestos de ADN, pero se transcriben en ARN para su transposición, luego la transcripción de ARN se vuelve a copiar para formar ADN con la ayuda de una enzima específica llamada transcriptasa inversa. Los retrotransposones que llevan transcriptasa inversa en su gen pueden desencadenar su propia transposición, pero los genes que carecen de la transcriptasa inversa deben utilizar la transcriptasa inversa sintetizada por otro retrotransposón. Los retrotransposones se pueden transcribir en ARN, que luego se duplica en otro sitio en el genoma. Los retrotransposones se pueden dividir en repeticiones terminales largas (LTR) y repeticiones terminales no largas (Non-LTR).

## Cantidad de información
El genoma de los seres vivos contiene una cantidad enorme de información. En el caso del ratón doméstico, una de las primeras especies en ser descifradas completamente, la información contenida equivale a 2,8 GB. Se ha calculado que esta secuencia requeriría el equivalente a
11 veces los 32 tomos de la 15.ª edición de la Encyclopædia Britannica para escribirla completamente. Se ha estimado que la cantidad de información contenida en una molécula de ADN está en el orden de los 20 000 millones de bits, de lo cual se deduce que la cantidad de información contenida en un cromosoma es equivalente a unos 4000 volúmenes (libros) escritos en lenguaje cotidiano.

## Tamaño del genoma

Gráfico de registro logarítmico del número total de proteínas anotadas en genomas enviados a GenBank en función del tamaño del genoma.

El tamaño del genoma es el número total de pares de bases de ADN en una copia de un genoma haploide. El tamaño del genoma varía ampliamente entre las especies. Los invertebrados tienen genomas pequeños, esto también se correlaciona con una pequeña cantidad de transposones, a excepción del kril antártico que es un invertebrado con el genoma determinado más grande hasta la fecha, con unas 48.01 Gb donde la mayor parte de su secuencia genética está formada por unidades repetidas en tándem. Los peces y los anfibios tienen genomas de tamaño intermedio y las aves tienen genomas relativamente pequeños, pero se ha sugerido que las aves perdieron una parte sustancial de sus genomas durante la fase de transición al vuelo. Ante esta pérdida, la metilación del ADN permite la adecuada expansión del genoma.
En los seres humanos, el genoma nuclear comprende aproximadamente 3200 millones de nucleótidos de ADN, divididos en 24 moléculas lineales, la más corta de 50 000 000 ( 5 × 107) de nucleótidos de longitud y la más larga de 260 000 000 ( 2,6 × 108) de nucleótidos, cada una contenida en un cromosoma diferente. No existe una correlación clara y consistente entre la complejidad morfológica y el tamaño del genoma en procariotas o eucariotas inferiores. El tamaño del genoma es en gran medida una función de la expansión y contracción de elementos de ADN repetitivos.
Dado que los genomas son muy complejos, una estrategia de investigación es reducir al mínimo el número de genes en un genoma y aun así lograr que el organismo en cuestión sobreviva. Se está realizando un trabajo experimental sobre genomas mínimos para organismos unicelulares, así como genomas mínimos para organismos pluricelulares. El trabajo es tanto in vivo como in silico.
Hay muchas diferencias enormes en el tamaño de los genomas, especialmente mencionadas antes en los genomas de eucariotas pluricelulares. La razón principal por la que existe una variedad tan grande de tamaños se debe a la presencia de transposones. Se sabe que los transposones contribuyen a un cambio significativo en la masa de ADN de una célula. Este proceso se correlaciona con su alojamiento a largo plazo en el genoma del huésped y, por lo tanto, con la expansión del tamaño del genoma.
Aquí hay una tabla de algunos genomas significativos o representativos.
| Tipo de organismo  | Organismo                                    | Tamaño del genoma (par de bases) | Tamaño del genoma (par de bases) | Aprox. no. de genes | Nota |
| ------------------ | -------------------------------------------- | -------------------------------- | -------------------------------- | ------------------- | --- |
| Virus              | Circovirus porcino tipo 1                    | 1.759                            | 1,8 kb                           |                     | Los virus más pequeños se replican de forma autónoma en las células eucariotas.                              |
| Virus              | Bacteriófago MS2                             | 3.569                            | 3,5 kb                           |                     | Primer genoma de ARN secuenciado                                                                             |
| Virus              | Papovirus SV-40                              | 5.224                            | 5,2 kb                           |                     | [ 8 ] |
| Virus              | Fago Φ-X174                                  | 5.386                            | 5,4 kb                           |                     | Primera secuencia de ADN-genoma                                                                              |
| Virus              | HIV                                          | 9.749                            | 9,7 kb                           |                     | [ 10 ] |
| Virus              | Fago λ                                       | 48.502                           | 48,5 kb                          |                     | A menudo se utiliza como un vector para la clonación de ADN recombinante.                                    |
| Virus              | Megavirus                                    | 1.259.197                        | 1,3 Mb                           |                     | Hasta 2013 el genoma viral más grande conocido.                                                              |
| Virus              | Pandoravirus salinus                         | 2.470.000                        | 2,47 Mb                          |                     | El genoma viral más grande conocido.                                                                         |
| Bacteria           | Nasuia deltocephalinicola (cepa NAS-ALF)     | 112.091                          | 112 kb                           |                     | El genoma no viral más pequeño.                                                                              |
| Bacteria           | Carsonella ruddii                            | 159.662                          | 160 kb                           |                     | |
| Bacteria           | Buchnera aphidicola                          | 600.000                          | 600 kb                           |                     | [ 17 ] |
| Bacteria           | Wigglesworthia glossinidia                   | 700.000                          | 700 kb                           |                     | |
| Bacteria           | Haemophilus influenzae                       | 1.830.000                        | 1,8 Mb                           |                     | Primer genoma de un organismo vivo secuenciado, julio de 1995.                                               |
| Bacteria           | Escherichia coli                             | 4.600.000                        | 4,6 Mb                           | 4288                | [ 19 ] |
| Bacteria           | Solibacter usitatus (strain Ellin 6076)      | 9.970.000                        | 10 Mb                            |                     | [ 20 ] |
| Cianobacteria      | Prochlorococcus spp. (1.7 Mb)                | 1.700.000                        | 1,7 Mb                           | 1884                | El genoma de la cianobacteria más pequeña conocida                                                           |
| Cianobacteria      | Nostoc punctiforme                           | 9.000.000                        | 9 b                              | 7432                | 7432 marcos abiertos de lectura                                                                              |
| Amoeboide          | Polychaos dubium ("Amoeba" dubia)            | 670.000.000.000                  | 670 Gb                           |                     | El genoma más grande conocido. (Cuestionado)                                                                 |
| Orgánulo eucariota | mitocondria humana                           | 16.569                           | 16,6 kb                          |                     | [ 26 ] |
| Planta             | Genlisea tuberosa                            | 61.000.000                       | 61 Mb                            |                     | El genoma de la planta floreciente más pequeño registrado, 2014.                                             |
| Planta             | Arabidopsis thaliana                         | 135.000.000                      | 135 Mb                           | 27,655              | Primer genoma de la planta secuenciado, diciembre de 2000.                                                   |
| Planta             | Populus trichocarpa                          | 480.000.000                      | 480 Mb                           | 73013               | Primer genoma de árbol secuenciado, septiembre de 2006                                                       |
| Planta             | Fritillaria assyriaca                        | 130.000.000.000                  | 130 Gb                           |                     | |
| Planta             | Paris japonica (Japanese-native, pale-petal) | 150.000.000.000                  | 150 Gb                           |                     | El genoma vegetal más grande conocido                                                                        |
| Planta (musgo)     | Physcomitrella patens                        | 480.000.000                      | 480 Mb                           |                     | Primer genoma de un briófito secuenciado, enero de 2008.                                                     |
| Hongo (levadura)   | Saccharomyces cerevisiae                     | 12.100.000                       | 12,1 Mb                          | 6294                | Primer genoma eucariota secuenciado, 1996                                                                    |
| Hongo              | Aspergillus nidulans                         | 30.000.000                       | 30 Mb                            | 9541                | [ 35 ] |
| Nemátodo           | Pratylenchus coffeae                         | 20.000.000                       | 20 Mb                            |                     | El genoma animal más pequeño conocido                                                                        |
| Nemátodo           | Caenorhabditis elegans                       | 100.300.000                      | 100 Mb                           | 19000               | Primer genoma animal multicelular secuenciado, diciembre de 1998                                             |
| Insecto            | Drosophila melanogaster (fruit fly)          | 175,000,000                      | 175 Mb                           | 13600               | Variación de tamaño basado en la cepa (175-180Mb; cepa w y estándar es de 175 MB)                            |
| Insecto            | Apis mellifera (honey bee)                   | 236,000,000                      | 236 Mb                           | 10157               | [ 39 ] |
| Insecto            | Bombyx mori (silk moth)                      | 432,000,000                      | 432 Mb                           | 14623               | 14.623 genes predichos                                                                                       |
| Insecto            | Solenopsis invicta (fire ant)                | 480,000,000                      | 480 Mb                           | 16569               | [ 41 ] |
| Crustacea          | Euphausia superba                            | 48,010,000,000                   | 48,01 Gb                         |                     | Genoma conocido más grande hasta la fecha                                                                    |
| Mamífero           | Mus musculus                                 | 2,700,000,000                    | 2,7 Gb                           | 20210               | [ 42 ] |
| Mamífero           | Homo sapiens                                 | 3.289.000.000                    | 3,3 Gb                           | 20000               | Homo sapiens estima el tamaño del genoma 3,2 billones bp Secuenciación inicial y análisis del genoma humano. |
| Mamífero           | Pan paniscus                                 | 3.286.640.000                    | 3,3 Gb                           | 20000               | Bonobo - tamaño del genoma estimado 3.29 billones bp                                                         |
| Pez                | Tetraodon nigroviridis (type of puffer fish) | 385.000.000                      | 390 Mb                           |                     | El genoma de vertebrado más pequeño conocido se estima que es 340 Mb – 385 Mb.                               |
| Pez                | Protopterus aethiopicus (marbled lungfish)   | 130.000.000.000                  | 130 Gb                           |                     | El genoma vertebrado más grande conocido                                                                     |

## Complejidad del genoma
| Organismo               | Tamaño Genoma (pares de bases) |
| ----------------------- | ------------------------------ |
| Fago λ                  | 5×104                          |
| Escherichia coli        | 4×106                          |
| Levadura                | 2×107                          |
| Caenorhabditis elegans  | 8×107                          |
| Drosophila melanogaster | 2×108                          |
| Humano                  | 3×109                          |

Nota: El ADN de una simple célula
tiene una longitud aproximada de 1,8A.
Las investigaciones llevadas a cabo, sugieren que la complejidad del genoma humano no radica en el número total de genes, sino en cómo parte de estos genes son liberados de la represión mediante la epigenética y en cómo se copian luego en ARN (transcripción génica), para finalmente construir diferentes productos en el empalme alternativo (alternative splicing).

## Campos de aplicación de la investigación genómica
- En medicina, se utilizan las pruebas genéticas  para el diagnóstico de enfermedades, la confirmación diagnostica, la información del pronóstico así como del curso de la enfermedad, para confirmar la presencia de enfermedad en pacientes asintomáticos y, con variados grados de certeza, para predecir el riesgo de enfermedades futuras en personas sanas y en su descendencia. La información sobre el genoma también se puede usar para el estudio de susceptibilidad a las enfermedades.[50]

Existe la posibilidad de desarrollo de técnicas o para tratar enfermedades hereditarias. El procedimiento implica reemplazar, manipular o suplementar los genes no funcionales con genes funcionales. En esencia, la terapia génica es la introducción de genes en el ADN de una persona para tratar enfermedades. La posible creación de fármacos a medida del enfermo terapia génica y farmacogenómica.
- Genómica microbiana, con aplicaciones en el desarrollo de fármacos, entre otras.
- Bioarqueología, antropología, evolución y estudio de migraciones humanas, paleogenética principalmente a partir del ADN fósil
- Identificación por ADN.
- Agricultura y bioprocesamiento
- Los análisis genómicos también han permitido estudiar las bases poligénicas de los cambios fenotípicos que se llevan a cabo en las especies, sobre todo en aquellas especies que han sido objeto de domesticación como es el caso del conejo.[51]

## Hitos en la investigación del genoma
- 1866 Se publican las Leyes de la herencia de Gregor Mendel en Proc. of the Natural History Society of Brunn.
- 1868 Friedrich Miescher, biólogo suizo, identifica el ADN nuclear, nucleína.
- 1901-1903 Se publica Mutationstheorie de Hugo de Vries.
- Albrecht Kossel descubre los ácidos nucleicos. A este bioquímico alemán le fue otorgado el Premio Nobel de Fisiología o Medicina en 1910 por sus contribuciones en el desciframiento de la química de ácidos nucleicos y proteínas, descubriendo los ácidos nucleicos, bases en la molécula de ADN,
- 1950 Alfred Hershey y Martha Chase usan virus para confirmar que el ADN es el material genético.
- 1951 Primera proteína secuenciada: insulina.
- 1953 James Watson y Francis Crick desentrañaron la estructura en doble hélice de la molécula del ácido desoxirribonucleico (ADN).
- 1956 Se descubre el número total de cromosomas en el ser humano, por los investigadores Albert Levan y Joe Hin Tjio.
- 1958 Los franceses Jérôme Lejeune, Marthe Gautier y R. Turpin, descubren la trisomía del par 21 como causante del síndrome de Down.
- 1960 Determinación del código genético.
- 1970 Nathans y Smith descubren las enzimas de restricción, enzima que puede cortar el ADN en lugares específicos.
- 1973 Los investigadores Stanley Norman Cohen y Herbert Boyer producen el primer organismo recombinando partes de su ADN en lo que se considera el comienzo de la ingeniería genética.
- 1975-1979 Primeros genes humanos aislados.
- 1977 Publicación en la revista Nature de la primera secuenciación de un genoma, la del bacteriófago Phi-X174 con 5.375 nucleótidos.[52]
- 1978 Publicación en la revista Science de la secuenciación del virus del simio 40 (SV40) con 5.226 nucleótidos.
- 1982 Fabricación del primer fármaco basado en tecnología de ADN recombinante.
- 1985 Kary Mullis inventa la Reacción en cadena de la polimerasa (PCR).
- 1988 Se crea la Organización del Genoma Humano Human Genome Organisation (HUGO).
- 1995 Primer genoma completo: Haemophilus influenzae.
- 1999 Primer cromosoma humano completo: el 22.
- 2000 En marzo  publicación del genoma completo de Drosophila melanogaster gracias al consorcio público y la compañía Celera Genomics. Alberga alrededor de 13.600 genes.
- 2001, en febrero el Proyecto de Genoma Humano y Celera Genomics publican, simultáneamente, su secuenciación del genoma humano (en Nature y Science, respectivamente).
- 2003, el 24 de abril se completa la secuencia del genoma humano.
- 2004, en abril se crea un catálogo de aproximadamente el 75% de los genes que se cree posee el genoma humano. Este catálogo, Human Full-length Complementary-DNA Annotation Invitational Database, ha sido elaborado por un equipo internacional liderado por Takashi Gojobori.[53][54]
- 2004, el 22 de abril crearon en Japón un ratón solo con el ADN de dos hembras (partenogénesis). Para fecundar un ratón necesitaron solo dos óvulos.[55]
- 2005, el 22 de agosto científicos de la Universidad Harvard (Estados Unidos) unen una célula de la piel con una célula troncal embrionaria, avance que podría derivar en la creación de células troncales útiles sin tener que crear o destruir embriones humanos.
- 2008, el 26 de mayo científicos del Centro Médico Universitario de Leyde (Países Bajos) anuncian haber descifrado la primera secuencia completa del genoma de una mujer.
- 2010, el 20 de mayo de 2010 la revista Science publica una noticia histórica: Craig Venter y su equipo lograron crear una célula bacteriana con el genoma sintético.